# Stegana papuana
Stegana papuana är en tvåvingeart som beskrevs av Toyohi Okada och Vasily S. Sidorenko 1992. Stegana papuana ingår i släktet Stegana och familjen daggflugor. Inga underarter finns listade i Catalogue of Life.